# Mundaka
Mundaka (spanisch Mundaca) ist ein sehr alter Ort im spanischen Baskenland (Provinz Bizkaia). Die Zeit der Gründung ist unbekannt. Vor der Küste liegt die unbewohnte Insel Izaro.

## Geschichte
Erwähnt wurde der Ort erstmals 1051 und 1070 in den Urkunden zweier Klöster. Der Überlieferung zufolge bestanden im 11. Jahrhundert Beziehungen zu Schottland. Die Mutter des legendären Helden Jaun Zuria soll eine schottische Prinzessin gewesen sein, die mit dem Schiff hierher kam.

## Billabong Pro Mundaka Surf Contest
Mundaka ist besonders berühmt bei Surfern, die sich bis zum Jahr 2009 jährlich im Oktober hier zum Billabong Pro Mundaka trafen, um eine der besten Wellen Europas zu surfen. Die Welle bricht nach links über einer Sandbank und ist bekannt für ihre Tubes.
| Jahr | Name                                  | Herkunft                              |
| ---- | ------------------------------------- | ------------------------------------- |
| 2008 | CJ Hobgood                            | Vereinigte Staaten                    |
| 2007 | Bobby Martinez                        | Vereinigte Staaten                    |
| 2006 | Bobby Martinez                        | Vereinigte Staaten                    |
| 2005 | Abgesagt aufgrund mangelnder Wellen   | Abgesagt aufgrund mangelnder Wellen   |
| 2004 | Luka Egan                             | Australien                            |
| 2003 | Kelly Slater                          | Vereinigte Staaten                    |
| 2002 | Andy Irons                            | Vereinigte Staaten                    |
| 2001 | Abgesagt aufgrund der Terroranschläge | Abgesagt aufgrund der Terroranschläge |
| 2000 | Shane Dorian                          | Vereinigte Staaten                    |
| 1999 | Mark Occhilupo                        | Australien                            |

## Weiteres
Nachdem die Werft Murueta S. A. 2003 die Mündung des Flusses Oka durch Ausbaggern verändert hatte, um einen besseren Zugang zu ihrer Werft zu ermöglichen, verschwand die Welle langsam, bis 2005 der Billabong Pro Mundaka abgesagt werden musste. Im Jahr 2006 kehrte die Welle wieder zurück. Die Werft bekam strenge Auflagen.
Jedes Jahr am 22. Juli wird in Mundaka das Fest der Magdalena gefeiert. Die Städte Bermeo und Mundaka feiern und stellen dabei den historischen Streit über den Besitz der Insel Izaro vor.

## Persönlichkeiten
- Jaime Anesagasti y Llamas (1863–1910), spanischer Geistlicher, Bischof von Campeche
- Gregorio Blasco (1909–1983), spanisch-mexikanischer Fußballtorwart baskischer Abstammung
- Edorta Jimenez (* 8. November 1953), baskischer Schriftsteller